# Патриотско-комитски савез Црне Горе
Патриотско-комитски савез Црне Горе (ПКС ЦГ) је црногорска националистичка, атлантистичка, национал-конзервативистичка и десничарска популистичка организација у Црној Гори која је основана крајем 2020. године, недуго након парламентарних избора у Црној Гори 2020. године.

## Историја

### Оснивање и идеологија
Патриотска комитски савез је основан у октобру 2020. године, убрзо након црногорских парламентарних избора 2020. године, на којима су опозиционе странке освојиле већину у парламенту, први пут од 1990. године и увођења парламентарног система у земљи.
Дио имена „Комите“ односи се на историјску герилску организацију „Зеленаши" са подршком Италије која је водила устанак против уједињења Црне Горе са Краљевином Србијом и касније Краљевином СХС 1919. и почетком 1920-их. Током Другог свјетског рата, Зеленаши су поново активирани, организовани као про-осовинска колаборационистичка јединица у покушају да поново успоставе Независну Државу Црну Гору као квислиншку државу. Организација је забрањена 1945. године, као и њено политичко крило Црногорска федералистичка стрнка (ЦФС), чија је политика такође била дефинисана блиским и колаборационистичким односом са окупаторима током рата.
Након пада ДПС-овог популистичког режима након 30 година, након парламентарних избора 2020. године, група „Црногорских патриотских организација“ организовала је масовне скупове, такозване „Патриотске скупове“, на Цетињу и главном граду Подгорици у знак подршке одлазећем режиму ДПС-а, због наводне "претње црногорској државности и независности". На првом „Патриотском скупу“ на Цетињу, црногорски националисти певали су србофобне песме Мирослава Шкоре и Марка Перковића Томпсона („Бојна Чавоглаве”), у које је ушао и усташки поздрав „ За дом спремни “. Током следећег скупа који је одржан на Тргу главног града Подгорице, учесници и организатори скупа оптужили су нову парламентарну већину да наводно ради против црногорских националних интереса, називајући их „претњом независности и државности државе“. Скуп су обележиле и непримерене поруке лидерима и члановима неких партија нове већине, који су означени као „издајници“ и „четнички гадови“. Бројни медији, црногорске јавне личности, умјетници, универзитетски професори и студентска удружења, заговорници људских права и невладине организације осудили су националистичку реторику и говор мржње учесника скупа.
Након што је ДПС званично признао изборни пораз и прешао у опозицију средином септембра 2020. године, неколико мањих „Црногорских патриотских организација“ са седиштем на Цетињу покренуло је иницијативу за формирање социјално конзервативније, етнички националистичке и непризнате странке Црногорске православне цркве, бивше чланице цетињског десничарског и националистичког "Црногорског покрета". Татјана Кнежевић-Перишић, изабрана је за прву председницу нове организације. Организација сматра да нова владајућа коалиција жели асимилирати етничке Црногорце и учинити их Србима . Према њиховим ријечима, њихов примарни циљ је одбрана црногорског идентитета и укупног црногорског насљеђа, укоријењеног у дугогодишњем постојању, свим расположивим демократским средствима. Ново чланство у организацији „разочарано је мишљењем ЕУ и међународне заједнице о медијској, политичкој и српској националистичкој „офанзиви“, којој је Црна Гора недавно изложена“.